# The Vaselines
The Vaselines es una banda de rock alternativo escocesa de Glasgow, Escocia. Formada en 1986, la banda fue originalmente un dúo entre sus compositores Eugene Kelly y Frances McKee, pero más tarde se unió James Seenan y el hermano de Eugene, Charlie Kelly en el bajo y batería respectivamente de la banda Secession. McKee anteriormente había sido miembro de una banda llamada The Pretty Flowers con Duglas T. Stewart, Norman Blake, Janice McBride y Sean Dickson. Eugene Kelly había tocado anteriormente en The Famous Monsters.

## Historia
La banda se formó en 1986 y lanzaron dos EP cortos, Son of a Gun, que contó con un cover de «You Think You're a Man» de Divine en su b-side y Dying for It, que contó con las canciones «Molly's Lips» y «Jesus Wants Me for a Sunbeam» ( regrabada en 1992 como: Jesus Doesn't Want me for a Sunbeam.), dos de las cuales más tarde Nirvana realizaría su versión. En 1989 lanzaron su primer álbum, Dum-Dum, en 53rd & 3rd Records. La banda se separó poco después de su lanzamiento. Brevemente reformaron en 1990 para abrir para Nirvana cuando tocaron en Edimburgo.
Kelly formó la banda Captain America (más tarde renombrada Eugenius después de amenazas legales de Marvel Comics), quién acompañó a Nirvana en su gira por el Reino Unido. Luego de presentaciones como solista, Kelly lanzó el álbum Man Alive en 2004. McKee fundó la banda Mame y lanzó su primer álbum solista, Sunny Moon, en 2006.
Aunque no eran ampliamente conocidos fuera de Escocia durante su corta carrera, su asociación con Nirvana trajo exposición a la banda. El líder de Nirvana, Kurt Cobain, una vez describió a Kelly y a McKee como sus «cantautores preferidos en el mundo entero.» Con las versiones de «Son of a Gun» y «Molly's Lips» en el álbum de Nirvana, Incesticide y «Jesus Doesn't Want Me for a Sunbeam» en el MTV Unplugged in New York, la banda ganó una nueva audiencia. En el Reading Festival de 1991, Kelly se unió a Nirvana en el escenario para una actuación de «Molly's Lips». En 1992, Sub Pop lanzó The Way of the Vaselines: A Complete History, una compilación que contenía el cuerpo de trabajo entero de The Vaselines.

## Reformación
En el verano de 2006, McKee y Kelly tocaron juntos por primera vez desde 1990 para llevar a cabo un conjunto de canciones de The Vaselines, como parte de una gira conjunta para promocionar sus álbumes individuales.
The Vaselines se formó (menos la vieja sección rítmica) el 24 de abril de 2008 para un programa de caridad para el grupo de apoyo de huérfanos de Malawi en la sala MONO de Glasgow. La invitación fue solo de boca en boca, sin anuncios de prensa y la banda tocó ante un público entusiasta y embalado.
The Vaselines tocó el 16 de mayo de 2008 en Tigerfest de Escocia. Miembros de Belle & Sebastian apoyaron su set en vivo. La banda tocó entonces su primera actuación en Estados Unidos en Maxwell en Hoboken, Nueva Jersey, el 9 de julio. La banda tocó también en el festival de música SP20 por el aniversario veinte de Sub Pop Records el 12 de julio en Marymoor Park a las afueras de Seattle, WA.
El 27 de marzo de 2009 tocaron su primera fecha de Londres en 20 años en el London Forum.
El 5 de mayo, Sub Pop lanzó Enter the Vaselines. Una reedición de la edición de lujo del lanzamiento de Sub Pop de 1992, incluye las versiones remasterizadas de los dos EP la banda y su único álbum, así como demos y grabaciones en vivo desde 1986 y 1988. La banda embarcó una gira por los Estados Unidos en mayo de 2009, tocando seis fechas, a partir de Los Ángeles el 10 de mayo, luego hacia la costa oeste a San Francisco, Portland y Seattle. Fechas para Chicago, IL y Brooklyn, NY terminarían la gira el 18 de mayo. La banda terminó su gira en el festival Primavera Sound de Barcelona.
El 19 de julio de 2009, The Vaselines tocó en el Uncut Arena en el Latitude Festival en Suffolk.
El 9 de octubre de 2009, la banda hizo un esperado regreso a Edimburgo para apoyar a Mudhoney en HMV Picture House.
El grupo fue escogido personalmente por Belle and Sebastian para llevar a cabo su segundo Festival Bowlie Weekender presentada por All Tomorrow's Parties en el Reino Unido en diciembre de 2010.
La banda realizó una versión de la canción de Nirvana «Lithium» como parte del álbum exclusivo de la revista Spin, Newermind. Es el álbum de Nirvana Nevermind, interpretado por diversos artistas.
El segundo álbum de estudio de The Vaselines, Sex With an X, fue lanzado en septiembre de 2010.

## Miembros

### Miembros actuales
- Eugene Kelly - vocal, guitarra
- Frances McKee - vocal, guitarra
- Michael McGaughrin - batería
- Scott Paterson - guitarra
- Graeme Smillie - bajo

### Antiguos miembros
- James Seenan - bajo (1987 - 1990)
- Charlie Kelly - batería (1987 - 1990)
- Stevie Jackson - guitarra (2008 - 2014)
- Bobby Kildea - bajo (2008 - 2014)
- Paul Foley - guitarra (2010 - 2011)
- Gareth Russell - bajo (2010 - 2011)

## Discografía
- Son of a Gun (EP) (1987)
- Dying for It (EP) (1988)
- Dum Dum (1989)
- The Way of the Vaselines: A Complete History (1992)
- All the Stuff and More... (1992)
- Enter the Vaselines (2009)
- Sex with an X (2010)